# Коломан з Штокерау
Коломан з Штокерау (ірл. Colmán; лат. Colomannus; помер в 1012), також Святий Коломан — римсько-католицький святий, національний покровитель Австрії, покровитель мандрівників і заступник за повішених. День св. Коломана відзначається 13 жовтня, в річницю першого перенесення мощей святого в Мельк.

## Мучеництво
Про життя св. Коломана відомо мало (житіє було написано через 30 років після його загибелі). Вважається, що він походив з ірландського або шотландського княжого роду (пізніша традиція називала його сином ірландського правителя Маела Сехнайлл мак Домнайлла, чому немає прямих доказів), і був убитий по дорозі в Єрусалим 17 липня 1012 року біля Штокерау. У цей час Австрія була полем війни між імператором Генріхом II і польським князем Болеславом Хоробрим. Коломан, який не знав німецької мови, потрапив в руки однієї з воюючих партій, був прийнятий за шпигуна-чеха, і після мученицьких тортур повішений на бузині, між двох розбійників. Тіло Коломана, прийнятого за злочинця, за тодішнім звичаєм не було поховане, і протягом півтора років не піддалося розкладанню. Чудеса, пов'язані з покійним, зацікавили церкву, і він був похований з почестями в базиліці Штокерау.

## Канонізація

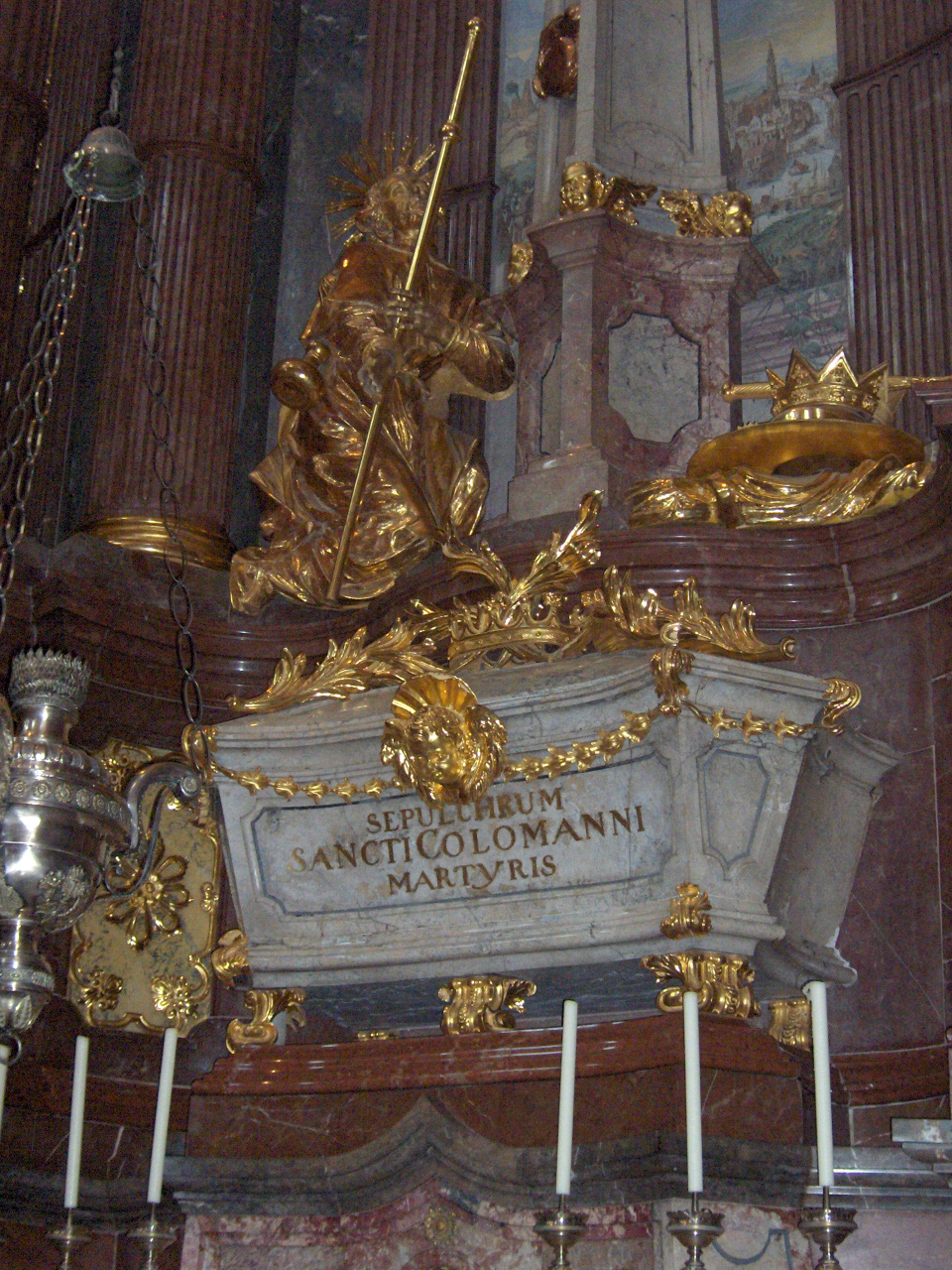
грофниця Коломана

У 1014 році Генріх I (маркграф Австрії) також зацікавився шанованим в народі Коломаном і розкрив його склеп в Штокерау; мощі знову опинилися нетлінними. 13 жовтня 1014 року Генріх перепоховав їх в Мельку. Маркграф Фрідріх II, який добивався встановлення в своїх володіннях єпископської кафедри, організував написання Страстей св. Коломана і заохочував народний культ Коломана — національний святий був важливою підмогою в його політиці. У 1244 року папа Іннокентій IV канонізував святого і повелів Фрідріху II відзначати день пам'яті Коломана по всіх австрійських землях. Найстаріша церква, названа в пам'ять про святого, датована XIII століттям і знаходиться в місті Лааб-ім-Вальде.

## Шанування
Після смерті Фрідріха король угорський зажадав мощі св. Коломана собі, і отримав їх, проте в результаті повернув їх у Мельк, так як духовенство передбачило вимагачу стихійні лиха. Тіло Коломана виявилося в любій, череп без нижньої щелепи — в Секешфехерварі, а щелепа зникла без сліду. Вона «чудом знайшлася» в 1752 році й з того часу виставляється віруючим раз на рік, 13 жовтня.
У 1362 році Рудольф IV (герцог Австрії) вибудував над склепом розкішний надгробок, а у віденському Соборі святого Стефана з'явилася вторинна реліквія — так званий Коломанів камінь (нім. Kolomanistein), на якому бронзовими літерами викладена похвала святому. Ймовірно, Рудольф планував перенесення мощей до Відня. Це перенесення не відбувся; в останній раз мощі були потривожені при перебудові мелькского замку.
Коломан був єдиним святим — покровителем Австрії з 1244 до 1663 р. (в 1663 першість було передано Святому Леопольду). Святий Коломан — покровитель Штокерау, Мелька і монастиря Мельк. В іконографії — зображується в образі паломника, нерідко — повішеним або з петлею в руці.
Угорські королі Геза I і Андраш II назвали в честь Коломана своїх синів — це були відповідно Коломан I Книжник, король угорський і хорватський, і Коломан, князь галицький і герцог Славонський.